# Trey Spruance
Trey Spruance (nascido Preston Lea Spruance III, 14 de agosto de 1969), é um guitarrista estadunidense conhecido pelo seus trabalhos com Mike Patton, no Mr.Bungle e Faith no More.

## Biografia
Trey começou a tocar em bandas de heavy metal ainda na escola secundária. Em 1985, o guitarrista juntou-se a outros músicos de escola (incluindo o cantor Mike Patton e o baixista Trevor Dunn, entre outros), para formarem a banda Mr. Bungle.
Em 1995, a convite de Patton, gravou com o Faith No More o álbum King for a Day... Fool for a Lifetime substituindo o então guitarrista Jim Martin que deixou a banda em 1994 por divergências musicais. Antes da turnê do álbum saiu da banda em definitivo em comum acordo com os integrantes, sendo substituído por Dean Menta que era roadie de teclados da banda na época. 
Greg Prato, do allmusic escreveu que Trey Spruance "é um dos mais versáteis guitarristas de rock dos tempos modernos".

## Discografia
Faith No More
- King for a Day... Fool for a Lifetime (1995)

Faxed Head
- Uncomfortable But Free (1995)
- Exhumed at Birth (1997)
- Chiropractic (2001)

Mr. Bungle
- The Raging Wrath of the Easter Bunny (1986)
- Bowel of Chiley (1987)
- Goddammit I Love America! (1988)
- OU818 (1989)
- Mr. Bungle (1991)
- Disco Volante (1995)
- California (1999)

Secret Chiefs 3
- First Grand Constitution and Bylaws (1996)
- Second Grand Constitution and Bylaws: Hurqalya (1998)
- Eyes of Flesh, Eyes of Flame (1999)
- Book M (2001)
- Book of Horizons (2004)
- Path of Most Resistance (retrospective and rarities album) (2007)
- Xaphan: Book of Angels Volume 9 (2008)
- Traditionalists: Le Mani Destre Recise Degli Ultimi Uomini (2009)
- Satellite Supersonic Vol. 1 (2010)

Weird Little Boy
- Weird Little Boy (1998)